# 鄭翼雲
鄭翼雲（？—？），號存韋，浙江绍兴府餘姚縣人，明末清初政治人物。同進士出身。

## 生平
天啓四年（1624年）甲子科浙江鄉試第七名舉人，崇禎七年（1634年），登甲戌科進士，都察院观政，十月授四川成都知县，十五年考选，補刑部四川司主事。

## 家族
曾祖鄭辛，庠生；祖鄭奇，庠生；父鄭継儒，庠生。